# ارباط
ای ارباط ارباط یکی از روستاهای استان آذربایجان شرقی است که در دهستان قافلان‌کوه غربی بخش مرکزی شهرستان میانه واقع شده‌است.